# Полтавобоголюбівка
Полтавобоголюбівка (в минулому — Боголюбівка, Татарівка) — село в Україні, у П'ятихатській міській громаді Кам'янського району Дніпропетровської області.
Населення — 51 мешканець.

## Географія
Село знаходиться на відстані 0,5 км від села Богдано-Надеждівка і за 2 км від міста Жовті Води. По селу протікає пересихаючий струмок з загатою. Через село проходить автомобільна дорога Р74.

## Назва
У деяких картографічних джерелах згадується як Полтаво-Боголюбівка.

## Історія
За даними на 1859 рік у власницькому сільці Боголюбівка (Татарівка) Верхньодніпровського повіту Катеринославської губернії існувало 20 дворів, у яких мешкала 221 особа (107 чоловічої статі та 114 — жіночої), існувала православна церква.
Станом на 1886 рік в селі, центрі Боголюбівської волості, налічувалось 153 особи, 31 дворове господарство, існувала православна церква.
1908 року населення колишнього панського села Жовтянської волості зросло до 267 осіб (131 чоловік та 136 — жінок), налічувалось 40 дворових господарств.
У 1992 році село було відновлено, раніше воно було об'єднано з селом Богдано-Надеждівка.

## Релігія
У селі розташований Свято-Троїцький храм. 

## Населення

### Мова
Розподіл населення за рідною мовою за даними перепису 2001 року:
| Мова       | Кількість | Відсоток |
| ---------- | --------- | -------- |
| українська | 46        | 90.2%    |
| російська  | 5         | 9.8%     |
| Усього     | 51        | 100%     |

## Відомі люди
- Варавин Олександр Костянтинович — військовий, громадський і освітній діяч, поет, член Товариства українських письменників і поетів «Культ» у Подєбрадах; хорунжий піхоти Армії УНР.